# Exame (revista brasileira)
Exame é uma revista brasileira mensal, de circulação nacional especializada em economia, negócios, política e tecnologia. A revista foi criada em julho de 1967, como desdobramento das revistas Transporte Moderno, Máquinas e Metais e Química e Derivados, principais publicações técnicas feitas pela Editora Abril. Devido ao crescimento acelerado, o boletim transformou-se em uma revista de negócios e economia, sendo responsável pelo surgimento de outras revistas, como Você S/A e Info. Atualmente, pertence a Editora e Comércio Valongo, que por sua vez é administrada pelo BTG Pactual Holding.

## História
Exame surgiu da ideia do editor e empresário Roberto Civita (1936-2013), em meados dos anos 50, quando estudou Jornalismo e Administração nos Estados Unidos. Civita estagiou, durante a finalização dos cursos, em uma das maiores editoras americanas, e voltou ao Brasil com o plano de criar novas revistas — uma delas voltada para o universo dos negócios — na Editora Abril, empresa fundada por seu pai, Victor Civita. O que se concretizou, em 1967, com o lançamento de um encarte econômico nas revistas técnicas que a Abril publicava.
No início, uma das grandes dificuldades que a publicação enfrentou foi a relutância de empresários e executivos em conceder entrevistas. Segundo Renato Rovegno, na época diretor do grupo de revistas técnicas da Abril, “muitos acreditavam que dar informações sobre suas empresas significava entregar o ouro para a concorrência”. A Exame era a tentativa de ampliar os horizontes dessas revistas técnicas, entretanto, rapidamente, superou-as em páginas editoriais e publicitárias e, em 1971, tornou-se uma revista independente, com periodicidade mensal.
Desde o seu lançamento, a revista Exame tratou sobretudo de temas relacionados à Economia e Administração de Empresas, tendo a revista Fortune como modelo. A carência de jornalistas especializados nos temas de Economia era outra dificuldade no final da década de 1960. A partir de abril de 1976, entrou numa nova etapa e tornou-se quinzenal. Em 1988, deu-se ênfase às notícias exclusivas e à valorização das histórias empresariais.
Em 1970, a revista publica também o anuário Brasil em Exame, que fornece informações setoriais e macroeconômicas. Quatro anos depois, surgiu o anuário Melhores & Maiores, em que publica a lista das quinhentas maiores empresas brasileiras. Foi inspirada na edição das quinhentas maiores da Fortune, a lista das grandes empresas americanas.
Em setembro de 1998, outra revista derivada do grupo Exame foi lançada em edição experimental, Você S.A. No entanto, já a partir de seu segundo número, passou a ser publicada independentemente, com temas relacionados a Administração, emprego e finanças.
No dia 1º de junho de 2006, chegou às bancas uma nova publicação econômica da Editora Abril, o Anuário Exame de Agronegócios, publicação que listava as empresas de vários setores da agropecuária, da indústria, do comércio e do setor de serviços ligados ao campo, com avaliações sobre desempenho econômico-financeiro, sustentabilidade e responsabilidade social, incluindo um ranking com as maiores empresas dessa seara no país, a avaliação ficou a cargo da equipe de técnicos especializados em agronegócio da FGV Projetos.
A revista Exame foi arrematada pela Editora e Comercio Valongo, administrada pelo BTG Pactual Holding em 2019, cerca de R$ 72 milhões, em um leilão, como parte do plano de recuperação judicial do Grupo Abril, o qual já havia sido vendido como um todo, em 2018, para o empresário Fábio Carvalho.  Com a mudança no comando, a publicação passou a focar em conteúdo, não mais apenas em editorial, sendo dividida em quatro unidades de negócio: a editorial, que contempla a parte de Jornalismo e outras três, chamadas de Exame Academy, Exame Research e Exame Experience.

## Prêmios

### Prêmio ExxonMobil de Jornalismo (Esso)
- de Informação Científica, Tecnológica e Ecológica
  - ganhou em 2001, concedido a Ricardo Arnt, pela reportagem "O Negócio do Verde"[22]
- De Educação
  - ganhou em 2014, concedido a Daniel Barros, com o trabalho "A diferença começa na escola".[23][24]

### Prêmio Vladimir Herzog
- 2018: Menção honrosa do Prêmio Vladimir Herzog por Fotografia, concedido a Paulo Pinto, Fotos Públicas/Revista Exame, pela obra “Nos Braços do Povo”.[25]

### Prêmio + Admirados da Imprensa de Economia, Negócios e Finanças
- 2017: Prêmio +Admirados da Imprensa de Economia, Negócios e Finanças 2017, Categoria Revista e Categoria Site/Blog.[26]
- 2018: Prêmio +Admirados da Imprensa de Economia, Negócios e Finanças 2018, Categoria Revista.[27][28]
- 2019: Prêmio +Admirados da Imprensa de Economia, Negócios e Finanças 2019, Categoria Revista.[29]
- 2020: Prêmio +Admirados da Imprensa de Economia, Negócios e Finanças 2020, Categoria Revista.[30][31][32]

### Prêmio CNH de Jornalismo
- 2006: concedido a Alexa González Salomão pela reportagem “O rio da integração nacional”, na categoria Revista.[33]
- 2012: concedido a Eduardo Salgado, Mariana Segala, Luciene Antunes, Patrick Cruz, Lucas Vettorazzo, Daniel Barros, Angela Pimenta, Lucas Amorim e Tatiana Gianin pela reportagem “Onde o Brasil desponta”, na categoria Revista.[34][35]
- 2013: concedido a Roberta Paduan, Alexa Salomão, Luiza Dalmazo, Guilherme Manechini, Patrick Cruz e Patrícia Ikeda pela reportagem “A China escolheu seu caminho, e nós?", na categoria Revista.[36][35][37]
- 2017: Menção honrosa concedida a Renata Vieira pela reportagem "Uma saída para o campo", categoria Agronegócio.[38]